# Opsanus
Opsanus es un género de peces sapo que se encuentra en el oeste del Océano Atlántico. Actualmente cuenta con seis especies reconocidas, con la última descrita en 2005.

## Especies
Las siguientes especies fueron reconocidas por este género:
- Opsanus beta (Goode y T. H. Bean, 1880).
- Opsanus brasiliensis (Rotundo, Spinelli y Zavala-Camin, 2005).
- Opsanus dichrostomus (Collette, 2001).
- Opsanus pardus (Goode & T. H. Bean, 1880).
- Opsanus phobetron (Walters y C. R. Robins, 1961).
- Opsanus tau (Linnaeus, 1766).